# اولین عشق (ترانه لاست کینگز)
«اولین عشق» (انگلیسی: First Love) ترانه‌ای از گروه دی‌جی دونفرهٔ آمریکایی لاست کینگز با آواز خواننده آمریکایی سابرینا کارپنتر است که به عنوان یک تک‌آهنگ در ۱۳ اکتبر ۲۰۱۷ توسط دیسراپتور و آرسی‌ای رکوردز منتشر شد. این ترانه توسط آلبین ندلر، بریتانی آمارادیو، کریستوفر فوگلمارک، نوریس شان‌هولتز، رامی یعقوب و رابرت آبیسی نوشته شده و تهیه‌کنندگی آن بر عهدهٔ لاست کینگز بوده است.